# خوسيه ماريا غارسيا دي توليدو
خوسيه ماريا غارسيا دي توليدو (بالإسبانية: José María García de Toledo)‏ هو محامي كولومبي، ولد في 11 فبراير 1769 في كارتاهينا في فنزويلا، وتوفي بنفس المكان في 24 فبراير 1816.